# 五十六朵花
五十六朵花（正式名称为五十六朵花文工团）是中国大陆的一个少女偶像音乐组合，由中华人民共和国文化部轄下的東方文化藝術院宣傳部分管，于2015年6月28日举行首次文艺汇演后首度亮相。根据经纪公司的说法，该组合计划招募56名16歲至23歲、來自中國56個民族的少女，截至2015年7月，经纪公司共签约了5人成为该团体的成员。中国大陆官媒称為「全球第一組合」或“全球最大女团”，并強調與日韓女團不同，以民族情感为核心，宣揚正能量。该团体的演出已被中华人民共和国文化部列入“2015年度文化产业国家重点项目”。

## 发展历史
2015年5月28日，在钓鱼台国宾馆举行的电商网站“中战环球”的发布会上，五十六朵花成员们表演了十几人的歌舞《中华少女》，并演奏了《映山红》，这是五十六朵花的首次公开露面。
2015年6月28日，北京昌平区温都水城会议中心举行了“五十六朵花 中国梦最美丽”的演出，由央视主持人撒贝宁主持，这是五十六朵花组合的首次公演。据组合导演介绍，五十六朵花是一个以中华大国自有的气势，为传播正能量、中国民族文化而应运而生的组合，每個成員的舞蹈和演唱素質都是學院派的，并表示“要培养最纯净的的中华少女”。
此外，据五十六朵花官網稱，该团体將舉行“五十六朵花大型電視選秀”，參與選手可簽約進入團隊，獲得固定職業保障、收入和演藝方面的發展；同时该团体还宣称进军韩国、日本等海外市场，挑战日韩偶像天团；并打造少女类快消品，生产卫生巾、内衣等；以及推广植入APP。
2015年10月，该团体出任韩国丽致钢琴全球形象代言人，成为首个全球性代言韩国产品的中国内地明星。
在2016年湖南卫视小年夜春晚，五十六朵花合唱歌颂中国共产党中央委员会总书记习近平的歌曲《不知该怎么称呼你》。
2016年5月2日晚，五十六朵花参加人民大会堂上演的“在希望的田野上大型交响演唱会”，五十六朵花少女组合演唱了《大海航行靠舵手》、《没有共产党就没有新中国》、《不知該怎麼稱呼你》、《南泥湾》、《绣红旗》等三十首红歌，其中有一部分是文革歌曲，另外在演唱会上还打出了「打敗美國侵略者及其一切走狗」標語。有民众批评此次表演是「文革文化再現」、「違反黨的政治紀律」，必須追究相關責任人。对此中宣部表示否認主辦演出，且演出主辦方“中共中央宣傳部社會主義核心價值觀宣教辦公室”为虚造机构。而中國歌劇舞劇院發出的聲明表示，以冒充「中宣部社會主義核心價值觀宣教辦公室」提供虛假材料、騙取信任，令到演出成事的行为，將依法追究責任。不久后，微博盛传中共中央办公厅主任栗战书已经作出批示，要求中宣部、中纪委和文化部介入调查此事，并强调中共中央已经决定不会就文革50周年举行任何纪念活动，如有文革纪念演出则属于违纪行为。5月16日，五十六朵花组合就此事公开道歉。

## 成员及特色
五十六朵花成立之初，总共签约了10人成为该团体的成员。在2015年6月28日的首演上，文工团开除了5名队员，其中2人是因为要参加SNH48的海选而被开除。截至2015年7月，五十六朵花签约了5个成员，均为1995至1997年间出生，她们分别是汉族、壮族、回族、朝鲜族和蒙古族。现任队长为戴沁仪，副队长为谭芯。由于成员还没有满56名，因此在2015年6月28日的首演，实际上只是一个概念演示。即便是已经签约的成员，未来仍将经历不断的考核与选拔。而文工团团长陈光表示，五十六朵花成员不能性感、妩媚、有黄头发和社会气，且成员不得谈恋爱，每晚十点宿舍准时查房，随后锁门，甚至还会抽查一两次。
五十六朵花各成员的训练是非常刻苦的。成员每天需接受芭蕾、民族舞、外国舞、少女偶像养成以及文化课的培训，每个月都会有3000元人民币的底薪，并会在每月的5－10日获得工资。

## 已公開曲目
- 《每一次》
- 《中国梦最美丽》
- 《五十六朵花》（《中华儿女》）
- 《我从草原来》
- 《红星照我去战斗》
- 《映山红》
- 《沂蒙颂》
- 《歌唱祖国》

## 评价
该团体在出道之后，便引起中日韩媒体的关注。中国官媒央视在《中国“56朵花”或将进军韩国流行乐市场，中日韩组合大战一触即发？》的报道中称，“今日中国少女组合56朵花引起了韩国媒体关注，目前韩国的当红的组合为少女时代，虽然56朵花组合还未正式宣布进军韩国，但韩国社会显然已经对她们与少女时代，或者与AKB48之间的竞争产生了期待，韩国媒体称56朵花组合打响了中日韩三国少女组合的大战”。
中国大陆的网友对该团体持调侃和嘲諷态度。有网友称，该团体酷似文藝兵，又調侃遠看是大媽跳廣場舞，且没有一定的市场。又有网友称，“愚民政策玩得越來越溜”，并指出“給人一種抄襲感”，“酷似朝鲜的歌舞团”。
不过，该团体在首演之后，由于访问该团体的官网人数太多，因此网站曾一度出现流量超载现象，导致网站无法访问。另有网友还截取了官网的图片，并指出了网站上的图标问题，譬如官网使用Facebook图标，官方微博使用Twitter图标，报考咨询使用YouTube图标。
另外，首演時主辦方邀請了中國煤礦文工團等藝術團體，以及一些藝術學院畢業生擔任臨時演員，但在演出之前這些臨時演員卻發現演出服並非如主辦方所言有幾百套可供他們挑選，只能在深夜外出借服裝。演出後，主辦方也沒有及時為臨時演員以及文工團發放演出報酬，造成從2015年7月13日起，一些臨時演員利用微信向團長陳光討要薪資。此外，還至少有一位簽約團員沒有在7月5-10日間拿到工資。該團員曾多次致電陳光與財務人員，但電話都無人接聽。